# Куликова, Елена Юрьевна
Еле́на Ю́рьевна Кулико́ва (род. 17 сентября 1970, Новосибирск) — российский литературовед, доктор филологических наук, ведущий научный сотрудник Института филологии СО РАН, профессор Новосибирского государственного педагогического университета, автор более 150 работ о поэзии Серебряного века.

## Образование и учёные степени
Окончила филологический факультет Новосибирского государственного педагогического университета.
В 2000 году защитила кандидатскую диссертацию по теме «Петербургский текст в лирике В. Ф. Ходасевича: „Тяжелая лира“, „Европейская ночь“» (научный руководитель — Ю. Н. Чумаков), а в 2012 году — докторскую диссертацию «Динамические аспекты пространства в лирике акмеистов: лейтмотивная поэтика» (научный консультант Ю. Н. Чумаков).

## Научная и педагогическая деятельность
Обширный круг работ Е. Ю. Куликовой посвящен творчеству В.Ходасевича, Н.Гумилева, А. Ахматовой, О.Мандельштама, в исследованиях рассматривается влияние французских авторов (Ф.Вийон, Ш.Бодлер, Ш. Леконт де Лиль, Т.Готье и др.) на лирику русских поэтов Серебряного века.
Е. Ю. Куликовой предложена методология исследования лирики и переводов Н. Гумилева, выявлены пересечения творчества поэта с художниками авангарда (М. Ларионовым, Н. Гончаровой), что открывает новые художественные грани мэтра акмеизма. Техника создания экзотических пространств поэзии и прозы Гумилева интересует исследовательницу. В монографии «Дальние небеса» Николая Гумилева: Поэзия. Проза. Переводы", изданной к 130-летнему юбилею поэта, особое внимание обращено на французский подтекст творчества Гумилева — Готье, Бодлера, Рембо, которые заметно обновили ориентальную тематику европейской культуры. Е. Ю. Куликова анализирует жанровые эксперименты Гумилева, гумилевское азиатско-африканское пространство. В исследованиях Е. Ю. Куликовой впервые столь подробно рассматривается редчайший в русской поэзии жанр малайского пантуна, введенный Гумилевым. Ориентальные эксперименты, изученные Е. Ю. Куликовой, позволяют увидеть поэзию Гумилева не только в литературном контексте модернизма, но и на фоне отдельных течений живописи Серебряного века: футуризма, примитивизма, кубизма и лучизма (Н. Гончарова, М. Ларионов, И. Зданевич, Дж. Уистлер).

## Биография
С 2003 г. — заместитель декана по научной работе факультета педагогики и психологии детства НГПУ.
С 2007 по 2011 гг. — заведующая кафедрой дошкольной педагогики и психологии факультета педагогики и психологии детства НГПУ.
Редактировала сборники научных трудов: «Педагогика и психология преемственности: детский сад — школа — вуз» (НГПУ, 2005), «Актуальные проблемы общей и коррекционной педагогики и психологии детства» (НГПУ, 2006), «Современные проблемы общей и коррекционной педагогики и психологии детства» (НГПУ, 2007), «Лирические и эпические сюжеты и мотивы в русской литературе» (Институт филологии СО РАН, 2012), научный журнал «Сюжетология и сюжетография» (Институт филологии СО РАН, 2013, № 1-2).
Постоянный участник научных международных и всероссийских конгрессов и конференций — США (Калифорния, Пасадина) — 2011 г.; Испания (Гранада) — 2010 г., Франция (Париж, Сорбонна) — 2006 г. Польша (Познань) — 2005, 2009 гг.; Армения (Ереван) — 2007 г.; Грузия (Тбилиси) — 2010 г.; Украина (Саки, Бердянск) — 2011 г.; Китай (Харбин) - 2018 г.; Москва, Санкт-Петербург, Владимир, Воронеж, Ижевск, Ишим — 2001—2014 гг. и др.
С 2005 г. работает научным сотрудником в Институте филологии СО РАН, с 2010 г. — старший научный сотрудник сектора литературоведения ИФЛ СО РАН; с 2013 г. — ведущий научный сотрудник.
Участвует в сибирских грантах (в том числе Президиума РАН) по проблемам нарратологии и дискурса, соотношения художественного и исторического текстов, эволюции жанров и др., в гранте РГНФ «Сибирский авангард 1920—1930-х годов: газета, журнал, альманах, сборник».
Руководит научной работой аспирантов в Институте филологии СО РАН.
Награждена памятным знаком «За труд на благо города» (2008 г.), Почетной грамотой Министерства образования, науки и инновационной политики Новосибирской области (2010 г.).

## Основные работы
Автор более 100 научных публикаций, в том числе нескольких монографий и учебно-методических пособий.
- «Лирические сюжеты в стихах и прозе XX века» (2006) (в соавторстве с Е. В. Капинос)
- «Пространство и его динамический аспект в лирике акмеистов» (2011)
- «„Дальние небеса“ Николая Гумилева: Поэзия. Проза. Переводы» (2015)

## Рецензии на монографии
- Филатов А. В. Путешествие к «дальним небесам» мировой культуры: Николай Гумилев и традиция // Филологические науки. 2016. № 4. С. 117—120.
- Александр Уланов. Новые книги. Куликова Е. Ю. ПРОСТРАНСТВО И ЕГО ДИНАМИЧЕСКИЙ АСПЕКТ В ЛИРИКЕ АКМЕИСТОВ // НОВОЕ ЛИТЕРАТУРНОЕ ОБОЗРЕНИЕ. 4/2013. № 122.
- Гутрина Л. Д. Травелог о травелогах // Филологический класс: региональный методический журнал учителей словесников Урала. — Екатеринбург. — No 2. — 2012. — С. 125—126.
- Книги. Лирические сюжеты в стихах и прозе XX века (составитель Сергей Костырко) // Новый Мир. — 2007. — No 3.
- Подшивалова Е. А. «И сладок нам лишь узнаванья миг…»: рец.-обзор на: Капинос, Е., Куликова, Е. Лирические сюжеты в стихах и прозе XX века / Е. Капинос, Е. Куликова. Новосибирск, 2006 // Кормановские чтения: материалы межвуз. конф. (апр. 2006) / Удмурт. гос. ун-т, Филол. фак. — Ижевск, 2006. — Вып. 6. — С. 441—447.

## Презентация монографии «„Дальние небеса“ Николая Гумилева: Поэзия. Проза. Переводы»
Презентация монографии «„Дальние небеса“ Николая Гумилева: Поэзия. Проза. Переводы» проходила:
- в музее Андрея Белого (Москва) (4 февраля 2016 г.)
- в библиотеке им. Н. С. Гумилева (Москва) (2 февраля 2016 г.)
- в Фонтанном Доме (музее Анны Ахматовой, Санкт-Петербург) (15 апреля 2016 г.)
- в книжном магазине «Плиний Старший» (Новосибирск) (25 апреля 2016 г.)
- в Новосибирской государственной областной научной библиотеке (15 декабря 2016 г.).

## Статьи
- Цикл В. Ф. Ходасевича «Из окна» как фрагмент Петербургского текста // Гуманитарные науки в Сибири. Сер. филологическая. — Новосибирск: СО РАН, 1998. — No 4. — С. 41-46.
- Лирика В. Ходасевича: разрушение пушкинской гармонии // Художественный текст и культура. Материалы междунар. конф. — Владимир, 1997. — С. 34-36.
- Две «Баллады» Вл. Ходасевича и «Пророк» Пушкина // Молодая филология — 2. Сб. научных трудов под ред. В. И. Тюпы. Межвузовский сб. ст. — Новосибирск, 1998. — С. 145—155.
- Петербургский текст в лирике В. Ф. Ходасевича («Тяжелая лира», «Европейская ночь»). Автореферат дисс. на соискание уч. степени к. филолог. н. На правах рукописи. Новосибирск, 2000.
- Оппозиция «душа»/«тело» в «Элегии» (1921) В. Ходасевича // Художественный текст и культура IV. Межвузовский сб. ст. — Владимир, 2001. — С. 28-30.
- Сюжет гробовщика у В. Ходасевича («Сумерки») // Развитие повествовательных форм в зарубежной литературе XX в. Межвузовский сб. ст. — Тюмень, 2002. — C. 149—153.
- «Блаженное» пространство Петербурга («Горит звезда, дрожит эфир…» Вл. Ходасевича и «Стихи о Петербурге» А. Ахматовой) // Вестник Кемеровского государственного университета. Журнал теоретических и прикладных исследований. Сер. «Филология». — Кемерово, 2002. — No 4 (12). — С. 196—202.
- Райский топос в лирике В. Ходасевича // Образ рая: от мифа к утопии. Материалы междунар. конф. — СПб., 2003. — С. 215—219.
- «Маскарадная чертовня» в стихотворении Вл. Ходасевича «День» // Русский язык и региональная языковая культура: История и современность. Материалы региональной научно- практической конференции. — Ставрополь, 2003. — С. 151—155.
- Страх, слепота или предчувствие? (Наблюдатель в стихотворении В. Ходасевича «Буря») // Текст: варианты интерпретации. Материалы межвузовской научно-практической конференции 22 — 23 мая 2003 г. — Бийск, 2003. — Вып. 8. — С. 135—140.
- «На землю громы призываю…» (Апокалиптические мотивы у В. Ходасевича) // Mentalität und Mentales (Reihe «Ethnohermeneutik und Ethnorhetorik»). — Landau, 2003. — Band 9. — С. 187—192.
- «Песня Мери» и «Голос Дженни» // Пушкин в XXI в.: вопросы поэтики, онтологии, историцизма. — Новосибирск, 2003. — С. 89-97.
- Взгляд на себя и в себя (Структура лирического «я» в стихотворении В. Ходасевича «Перед зеркалом») // Русский язык и активные процессы в современной речи. Материалы всероссийской научно-практической конф. — М. — Ставрополь, 2003. — С. 227—230.
- Невский проспект и «купол звезд» // Дергачевские чтения — 2002: Национальное развитие и региональные особенности. Материалы всероссийской научной конференции. — Екатеринбург, 2004. — С. 275—279.
- Мотивы гибели и возрождения в стихотворении В. Ходасевича «На тускнеющие шпили…» // Русистика и литературоведение в контексте межкультурной коммуникации. Материалы междунар. научн. конф. — Хабаровск, 2004. — С. 101—106.
- «Экскурсия» в Аид (орфический сюжет в очерке В. Ходасевича «Помпейский ужас») // Интерпретация художественного произведения: Сюжет и мотив. Материалы к Словарю сюжетов и мотивов русской литературы. — Новосибирск. 2004. — Вып. 6. — С. 139—152.
- Поэтическое и прозаическое в стихотворении В. Ходасевича «Петербург» // Ethnohermeneutik und Antropologie (Reihe «Ethnohermeneutik und Ethnorhetorik»). — Landau, 2004. — Band 10. — С. 548—554.
- «Тяжелая» вода Петербурга у В. Ходасевича и О. Мандельштама // Лингвистические и эстетические аспекты анализа текста и речи. Сб. статей Всероссийской (с международным участием) научной конференции. — Соликамск, 2004. — Т. 1. — С. 94-96.
- Бодлеровский подтекст рассказов В. Сорокина «Кисет» и «Санькина любовь» // XVI Пуришевские чтения. Всемирная литература в контексте культуры. Сб. статей и материалов. — М., 2004. — С. 99-100.
- Расподобление целостности мира в поздней лирике В. Ходасевича («Окна во двор») // Русская словесность в мировом культурном контексте. Материалы международного конгресса. — М., 2004. — С. 232—235.
- «Кривое» зеркало, двойник и маскарад («Звезды» В. Ходасевича) // Русская литература XIX—XX вв.: Поэтика мотива и аспекты литературного анализа. — Новосибирск, 2004. — С. 283—295.
- Смерть поэта и смерть обывателя в цикле В. Ходасевича «Европейская ночь» («Было на улице полутемно…», «Джон Боттом») // Труды международного форума по проблемам науки, техники и образования (под ред. В. П. Савиных, В. В. Вишневского). — М., 2004. — Т. 2. — С. 94-95.
- Петербург и Берлин в стихотворении В. Ходасевича «Все каменное. В каменный пролёт…» // Русская литература в современном культурном пространстве. Материалы III всероссийской научной конференции (4-5 ноября 2004 г.) — Томск, 2005. -Часть I. — С. 262—269.
- «Железный скрежет какофонических миров» в цикле В. Ходасевича «Европейская ночь» // Welt in der Sprache (Reihe «Ethnohermeneutik und Ethnorhetorik»). — Landau, 2005. — Band 11. — С. 505—511.
- Звучание «европейской ночи» («Окна во двор» В. Ходасевича) // Литературоведческий журнал. Секция языка и литературы РАН. — М., 2005. — No 19. — С. 108—116.
- «Смертный венчик» Mariechen (о бодлеровском подтексте одного стихотворения В. Ходасевича) // Кормановские чтения. Материалы межвузовской конференции (апрель, 2004). — Ижевск, 2005. — Вып. 5. — С. 140—153.
- «Куда ж нам плыть?..» (приглашение к путешествию Пушкина, Бодлера и Гумилева) // Studia Rossica Posnaniensia. — Poznan: Universytet im. Adama Mickiewicza, 2005. — Z. XXXII. — Р. 39-49.
- Расподобление целостности мира (Стихотворение В. Ходасевича «Окна во двор») // Русская литература ХХ — XXI веков: направления и течения. — Екатеринбург, 2005. — Вып. 8. — С. 115—124.
- «Куда ж нам плыть?..» (приглашение к путешествию Пушкина, Бодлера и Гумилева) // XVII Пуришевские чтения. «Путешествовать — значит жить» (Х. К. Андерсен). Концепт странствия в мировой литературе (Материалы междунар. научн. конф.) М., 2005.
- Мотив розы в стихотворениях И. В. Гёте «Gefunden» и «Heidenröslein» (к вопросу об анализе лирического стихотворения в работе с детьми дошкольного возраста) // Актуальные проблемы общей и коррекционной педагогики и психологии детства. Межвузовский сб. ст. — Новосибирск: Изд. НГПУ, 2006. — С. 250—255.
- «Мне лиру ангел подает…»: отказ от дара («Баллада» В. Ходасевича 1925 г.) // Филологический класс: региональный методический журнал учителей словесников Урала. — Екатеринбург, 2006. — No 15. — С. 66-72.
- К мотивным анализам стихотворений Анны Ахматовой: снег, лед, холод, статуарность, творчество // Русская литература в меняющемся мире: Материалы международной научной конференции (30-31 октября 2006). Ереван: Изд-во РАУ, 2006. — С. 253—273.
- Мотив зеркала в стихотворении В. Ходасевича «Берлинское» // Материалы к Словарю сюжетов и мотивов русской литературы. Тема, сюжет, мотив в лирике и эпосе. — Новосибирск. 2006. Вып. 7. — С. 226—235.
- Метаморфозы зрения в поздней лирике В. Ходасевича // Труды международного форума по проблемам науки, техники и образования (под ред. В. П. Савиных, В. В. Вишневского). — М., 2006. — Т. 1. — С. 179—180.
- «И кто-то тяжелую лиру мне в руки сквозь ветер дает» (Рождение поэта в «Балладе» В. Ходасевича 1921 г.) // Дергачевские чтения — 2004. Русская литература: национальное развитие и региональные особенности. Материалы всероссийской научной конференции. — Екатеринбург. 2006. — С. 243—250.
- О модальности в поэзии. Особенности изучения студентами факультета педагогики и психологии детства анализа лирического текста // Современные проблемы общей и коррекционной педагогики и психологии детства. Сборник научных трудов. — Новосибирск. 2007. — С. 77-84.
- «Скоропись человеческого духа» (О метафоре в поэтическом тексте) // Филологический класс: региональный методический журнал учителей словесников Урала. Екатеринбург, 2008. — No 19. — С. 40-43.
- К вопросу о жанре «Соррентинских фотографий» В. Ходасевича: поэма или «большое стихотворение»? // II Международный симпозиум «Русская словесность в мировом культурном контексте»: избранные доклады и тезисы. — М., 2008. — С. 102—104.
- Об интеграции литературы и изобразительного искусства в гуманитарном образовании (тезисы) // Интеллект. Культура. Образование: материалы всероссийской научной конференции. Новосибирск. 2008. С. 103—104.
- Рождение Христа и смерть Мари в «Эмалях и камеях» Теофиля Готье (в переводе Н. Гумилева) // Кирилло-Мефодиевские чтения II—III. Материалы Международных научных конференций. — Даугавпилс, 2008. — С. 143—154.
- О сквозном пространстве в лирике В. Ходасевича («Соррентинские фотографии»). // Гуманитарные науки в Сибири. — Новосибирск, 2008. — No 4. — С. 11-15.
- Корабли-призраки в лирике Н. С. Гумилева и их поэтические прообразы // Нарративные традиции славянских литератур. Повествовательные формы средневековья и Нового времени. — Новосибирск: Изд-во НГУ, 2009. — С. 65-90.
- Два сюжета о рождении и смерти в «Эмалях и камеях» Теофиля Готье // Материалы к Словарю сюжетов и мотивов русской литературы. — Вып. 8: Сюжет, мотив, история. — Новосибирск: Наука, 2009. — С. 236—244.
- «Заблудившийся трамвай» Гумилева и корабли-призраки // Филологический класс: Региональный методический журнал учителей словесников Урала. — Екатеринбург, 2009. — No 22. — С. 51-57.
- Мотивы плавания и кораблей в очерке В. Ходасевича «Бельфаст» // Сибирский филологический журнал. — Барнаул — Иркутск — Кемерово — Новосибирск — Томск, 2009. — No 2. — С. 93-101.
- «Летучий Голландец» в «Заблудившемся трамвае» Н. Гумилева // Гуманитарные науки в Сибири. — Новосибирск, 2009. — No 4. — С. 39-43.
- Поэтическая чаша О. Мандельштама и Ф. Вийона // Филология — XXI: Мат-лы межд. научной конф. — Караганда: Центр гуманитарных исследований, 2010. — Ч. 1. — С. 88-94.
- Вийоновский код в поэзии О. Мандельштама («век-зверь» и «человек-зверек») // От текста к контексту: межвузовский сб. науч. работ / под ред. З. Я. Селицкой. — Ишим: изд-во ИГПИ им. П. П. Ершова, 2010. — Вып. 9. — C. 82-85.
- О «легкой жизни» и о «легкой смерти» (Вийон на мандельштамовском «пире во время чумы») // Лирические и эпические сюжеты. Сер. «Материалы к Словарю сюжетов русской литературы». — Новосибирск, 2010. — Вып. 9. — С. 123—131.
- Африканские «картинки из книжки старинной» Н. Гумилева // Сибирский филологический журнал. — Барнаул — Иркутск — Кемерово — Новосибирск — Томск, 2010. — No 4. — С. 76-83.
- «Моление о чаше» Ф. Вийона в поэтическом мифе О. Мандельштама // Известия Волгоградского государственного педагогического университета. Сер. «Филологические науки». — Волгоград, 2010. — No 10 (54). — С. 137—140.
- О мандельштамовском путешествии к Вийону // Вестник Удмуртского университета. Сер. «История и филология». — Ижевск, 2010. — No 4. — С. 3-11.
- Прогулка по Венеции Николая Гумилева // Критика и семиотика: Институт филологии СО РАН — НГУ — РГГУ. — Новосибирск — Москва, 2010. — Вып. 14. — С. 179—185.
- Вийоновский «пир во время чумы» в «Фаэтонщике» О. Мандельштама // IV International Sympozium Contemporary Issues of Literary Criticism The Epoch of Classical Realism: 19-th Century Cultural and Literary Tendencies Dedicated to Akaki Tcereteli‘s 170-th Anniversary. Proceedings. — Tbilisi: Institute of Literature Press. — 2011. — С. 200—208.
- «Венецианская» баллада Н. Гумилева // II Congreso internacional «La lengua y literature rusas en el espacio educativo internacional: estado actual y persrectivas» (Granada, 8-10 de septiembre de 2010). En conmemoración de los 55 años de enseñanza de la lengua rusa en España / II Международная конференция «Русский язык и литература в международном образовательном пространстве: современное состояние и перспективы» (Гранада, 8-10 сентября 2010 г.). К 55-летию преподавания русского языка в Испании. Tomo II. Том II. Granada, 2010. Rubiños-1860, S.A., Madrid. — Р. 1755—1758.
- Puteshestvie i progulka v tvorchestve akmeistov: A.A. Akhmatova (тезисы) // AATSEEL (American Association of Teachers of Slavic and East European Languages): Program of the 2011 Annual Conference. Hilton Pasadena. January 6-9, 2011. — Pasadena, California, 2011. — C. 141—142.
- Мертвые корабли и мертвые моряки в поэзии И. А. Бунина (к литературным истокам бунинской морской темы) // Кормановские чтения. Статьи и материалы Межвузовской научной конференции (Ижевск, апрель, 2011). — Ижевск, 2011. — Вып. 10. — С. 108—118.
- Неоконченное плавание как путь к Беатриче в стихотворении М. Зенкевича «На „Титанике“» // Литература и документ. Сборник научных трудов. — Новосибирск: РАН СО ИФ, 2011. — С. 120—132.
- «Там летит скачками резкими корабль Летучего Голландца» (Мотив морских странствий в творчестве Н. Гумилева) // Актуальні проблеми слов’янської філології. Серія : лінгвістика і літературознавство : міжвуз. зб. наук. ст. / гол. ред. В. А. Зарва. — Бердянськ : БДПУ, 2011. — Вип. XXIV. — Ч. 3. — C. 320—332.
- Пространство мистической прогулки в стихотворении Анны Ахматовой «Памяти Пильняка» // Вестник Сочинского государственного университета туризма и курортного дела. — Сочи, 2011. — No 2 (16). — С. 201—204.
- О мистических прогулках в стихах А. А. Ахматовой // Известия Волгоградского государственного педагогического университета. Сер. «Филоло-гические науки». — Волгоград, 2011. — No 5 (59). — С. 122—125.
- О пространственной динамике в лирике акмеистов // Вестник Сургутского государственного педагогического университета. — Сургут, 2011. — No 3 (14). — С. 189—193.
- О динамическом лейтмотиве прогулки в лирике акмеистов // Сибирский филологический журнал. — Барнаул — Иркутск — Кемерово — Новосибирск — Томск, 2011. — No 4. — С. 122—125.
- Акмеизм vs символизм: пространство, вещь, лирическая динамика // ФИЛОLOGOS. — Елец: ЕГУ им. И. А. Бунина, 2011. — No 11. — С. 56-63.
- «Таинственный путь» в стихотворении Анны Ахматовой «Сон» // Вестник Ярославского государственного университета им. П. Г. Демидова. Сер. «Гуманитарные науки». — Ярославль. — Вып. 4. — 2011. — С. 116—118.
- Прогулки в лирике Анны Ахматовой // Вестник Удмуртского университета. Сер. «История и филология». — Вып. 4. — 2011. — С. 32-39.
- Художественная динамика и лейтмотив путешествия в лирике акмеистов // Вестник Челябинского государственного университета. Сер. «Филология. Искусствоведение». — Вып. 61. — No 37 (252). — 2011. — С. 57-61.
- К вопросу о динамике мотива и лирического сюжета в поэзии акмеистов: особенности поэтических «травелогов» // Вестник Вятского государственного гуманитарного университета. Сер. «Филология и искусствоведение». — Вып. 4(2). — 2011. — С. 90-93.
- К вопросу о вийоновских мотивах в лирике О. Мандельштама: «узоры», «нить», «плетение» // Вестник Воронежского государственного университета. Сер. «Филология и журналистика». — 2011. — No 2. — С. 58-63.
- О вийоновском пространстве в поэзии О. Мандельштама // В мире научных открытий. — Красноярск: Научно-инновационный центр. — Вып. 11.6(23). — 2011. — С. 1659—1668.
- О поэтических путешествиях в лирике акмеистов // Научная мысль Кавказа. — Вып. 4. — 2011. — С. 149—153.
- О «продвижении в пространстве» и о «пребывании в пространстве» в лирике акмеистов // Вестник Сочинского государственного университета туризма и курортного дела. — Вып. 4 (18). — 2011. — С. 183—185.
- Франсуа Вийон в лирике и эссе Осипа Мандельштама: «поэтическая» и «документальная» интерпретация судьбы поэта // Документальные аспекты литературы: Сборник научных трудов. — Новосибирск: РАН СО ИФ, 2011. — С. 101—116.
- Пространство и вещь в стихах А. Ахматовой // «Точка, распространяющаяся на все»: К 90-летию проф. Ю. Н. Чумакова: сборник научных трудов / под ред. Т. И. Печерской. — Новосибирск: Изд. НГПУ, 2012. — С. 275—287.
- Динамические аспекты пространства в лирике акмеистов (автореферат дисс. на соискание уч. степени д. филолог. н.). На правах рукописи. Новосибирск, 2012.
- «Готическая» вертикаль в поэтическом мире О. Мандельштама // Филологический класс: региональный методический журнал учителей словесников Урала. — Екатеринбург. — No 2(28). — 2012. — С. 55-60.
- Проблема лирической динамики и творчество акмеистов // Вестник Московского государственного областного гуманитарного института. Сер. «Филология. Лингвистика и межкультурная коммуникация». — 2012. — 1. — С. 52-57.
- «Петербургские баллады» в исполнении Златы Раздолиной // Критика и семиотика: Институт филологии СО РАН — НГУ — РГГУ. — Новосибирск — Москва, 2012. — Вып. 16. — С. 332—337.
- О динамических аспектах пространства в лирике акмеистов // Н. П. Анциферов. Филология прошлого и будущего. По материалам международной научной конференции «Первые московские Анциферовские чтения». — М.: ИМЛИ РАН, 2012. — 496 с. — С. 357—360.
- История… проза… поэзия? (Заметки об «Африканском дневнике» Николая Гумилева) // Универсалии русской литературы. Воронеж: ООО ИПЦ «Научная книга», 2012. — Вып. 4. — С. 525—542.
- «МУЗА, ТВОРЧЕСТВО, ПЕТЕРБУРГ»: «Улика» В. Ходасевича и «„Поблекшим золотом, холодной синевой…“ Г. Иванова» // Лирические и эпические сюжеты и мотивы в русской литературе. Сер. «Материалы к словарю сюжетов и мотивов русской литературы». — Вып. 10. Институт филологии СО РАН. Отв. ред. Е. Ю. Куликова. Новосибирск, 2012. — С. 140—151.
- Поэтический травелог о Мадагаскаре. Рецензия на книгу Л. А. Карташовой «Мадагаскар и Я» (М.: Экон-Информ, 2011. 272 с.) // Сияние лиры. Альманах. Выпуск 27. — М.: БФРГТЗ «Слово», 2013. — С. 210—212.
- Рецензия на книгу: Черашняя Д. И. Лирика Осипа Мандельштама: проблема чтения и прочтения. Ижевск: Изд-во «Удмуртский университет», 2011. 288 с. // Сибирский филологический журнал. — Барнаул — Иркутск — Кемерово — Новосибирск — Томск. — 2013. — No 1. — С. 220—223.
- Морской топос в «Африканском дневнике» Н. Гумилева // Филологический класс: региональный методический журнал учителей словесников Урала. — Екатеринбург. — No 1(31). — 2013. — С. 62-64.
- О двух переводах «Малайских пантунов» Леконта де Лиля // Сибирский филологический журнал. — Барнаул—Иркутск—Кемерово—Новосибирск—Томск, 2013. — No 3. — С. 113—124.
- О жанре пантуна в творчестве Н. Гумилева // European Social Science Journal / Европейский журнал соци-альных наук. — М., 2013. — № 12 (39). — Т. 2. — С. 175—183.
- Всероссийская научная конференция с между-народным участием «Сюжетно-мотивная динамика художествен-ного текста» (Новосибирск, 14 — 16 мая 2013 года) (хроника) // Сибирский филологический журнал. — Барнаул — Иркутск — Кемерово — Новосибирск — Томск, 2013. — № 4. — С. 245—259.
- Игра с экзотическим сюжетом («Мадагаскарские песни» Э. Парни и «Малайские пантуны» Ш. Леконта де Лиля) // Сюжетология и сюжетография. — Новосибирск, Институт филологии СО РАН, — 2013. — No 1. — С. 37-45.
- Лирика Флавьена Ранайву: гибрид культур // Кормановские чтения. Статьи и материалы Межвузовской научной конференции (Ижевск, апрель, 2013). — Ижевск, 2013. — Вып. 12. — С. 283—290.
- «Мадагаскарские песни» Э. Парни в переводе Елены Чагаевой // Критика и семиотика: Институт филологии СО РАН — НГУ — РГГУ. — Новосибирск — Москва, 2013. — Вып. 1/18. — С. 179—186. (в соавторстве с Е. В. Капинос).
- К вопросу об эволюции экзотического сюжета: «Мадагаскарские песни» Э. Парни и «Малайские пантуны» Ш. Леконта де Лиля // Язык и литература в научном диалоге. Актуальные вопросы современной филологии. Сборник научных трудов. Выпуск 2. — Ижевск — Гранада: Изд-во «Удмуртский университет» — «Universidad de Granada». — 2013. — С. 89-94.
- Кого предпочитает живопись? Заметки о выставке Н. Гончаровой «Между Востоком и Западом» Государственная Третьяковская галерея 16 октября 2013 г. — 16 февраля 2014 г.)// Кормановские чтения. Статьи и материалы Межвузовской научной конференции (Ижевск, апрель, 2014). — Вып. 13. Ижевск, 2014. — С. 439—455.
- К вопросу об эволюции одного экзотического сюжета: «Мадагаскарские песни» Э. Парни и «Малайские пантуны» Ш. Леконта де Лиля // Язык и литература в научном диалоге. Актуальные вопросы современной филологии. Сборник научных трудов. Выпуск 2. — Ижевск — Гранада: Изд-во «Удмуртский университет» — «Universidad de Granada». — 2013. — С. 89-94.
- Воображаемая география Николая Гумилева (Африканский дневник) // Slavic Almanac: The South African Journal for Slavic, Central and Eastern European Studies. — 2014. — Vol. 20. — № 2. — Pretoria: Unisa. P. 21-34.
- О поэтике музыкальности, «поэтическом гипнозе» и «тайне слова» // Кормановские чтения. Статьи и материалы Межвузовской научной конференции (Ижевск, апрель, 2015) Выпуск 14. Ижевск, 2015. С. 303—310.
- Путешествие слова в поэзии акмеистов // Круги времен. В память Елены Константиновны Ромодановской. Том 2. М.: «Индрик», 2015. С. 643—649.
- Николай Гумилев: пантуны и вариации // Сибирский филологический журнал. — Барнаул — Иркутск — Кемерово — Новосибирск — Томск, 2014. — № 1. — С. 104—109.
- Пантун Николая Гумилева «Гончарова и Ларионов» // Вестник Кемеровского государственного университета культуры и искусств. № 28. 2014. С. 192—198.
- «ПРОГУЛКИ С ПУШКИНЫМ» АННЫ АХМАТОВОЙ // European Social Science Journal / Европейский журнал социальных наук. М., 2014. № 7 (3). С. 239—246. 0,6 п.л.
- «Восток и нежный и блестящий…»: пантуны и павлины Николая Гумилева // Известия Уральского федерального ун-та. Сер. 2. Гуманитарные науки. 2015. № 2 (139). С. 71-79.
- About a Mortal Plot in N. Gumilev’s Works: «The Severed Head» // Journal of Siberian Federal University. Humanities & Social Sciences 7. 2015. № 8. Р. 1396—1404.
- «Я заблудился навеки…»: «сюрреализм» Н. Гумилева и А. Рембо // Сибирский филологический журнал. Барнаул — Иркутск — Кемерово — Новосибирск — Томск, 2015. № 3. С. 130—139.
- Рецензия: ИСТОРИЯ — ПОЛЕ СРАЖЕНИЙ. М.: Собрание, 2015, 552 с. // Новая и новейшая история. 2016. № 1. С. 224—226.
- О «тайной прародине» Николая Гумилева («Стокгольм», «Швеция», «Заблудившийся трамвай»)// Вестник Костромского государственного университета им. Н. А. Некрасова. 2016. Т. 22. № 1.
- «Гумилевские дни» в Петербурге // Новая и новейшая история. 2016. № 5. С. 240—241.
- «Петербургское повествование», или «Опыт доступной биографии»: о книге В. Яранцева «Вивиан Итин. Гражданин страны Гонгури» (Мосты. 2015. № 45. С. 240—340. № 46; С. 245—325; № 47. С. 238—325) // Сюжетология и сюжетография. 2016. № 2. С. 240—243.
- Тезаурус смерти в лирике Николая Гумилева // Вестник Удмуртского университета. 2016. Т. 26. № 6.  С. 94-102.
- СТИХОТВОРНЫЙ СБОРНИК ВИВИАНА ИТИНА «СОЛНЦЕ СЕРДЦА» // Сибирский филологический журнал. 2017. № 1. С. 62-70.
- РУССКИЙ КИТАЙ КАК ИСТОРИЧЕСКАЯ ЛЕТОПИСЬ И КАК ЛИРИЧЕСКИЙ СЮЖЕТ («ПОЭМА БЕЗ ПРЕДМЕТА» И «ДВА ПОЛУСТАНКА» В. ПЕРЕЛЕШИНА) // Сибирский филологический журнал. 2017. № 2. С. 87-109. (Совместно с: Капинос Е.В., Силантьев И.В.)
- О МАГИСТРАЛЬНЫХ И МАРГИНАЛЬНЫХ ПУТЯХ РУССКОЙ ПОЭЗИИ: «ЧУЖИЕ ЗВЕЗДЫ» НИКОЛАЯ ГУМИЛЕВА И ПАВЛА БУЛЫГИНА // Критика и семиотика. 2017. № 2. С. 146-164.
- СУДЬБЫ И БИОГРАФИИ АВАНГАРДИСТСКОЙ ЭПОХИ: О КНИГЕ ИНГЕБОРГ ПРИОР «ЗАВЕЩАНИЕ СОФИ. ОТ ГАННОВЕРА ДО СИБИРИ. ТРАГИЧЕСКАЯ ИСТОРИЯ СОФИ ЛИСИЦКОЙ-КЮППЕРС И ЕЕ ПОХИЩЕННЫХ КАРТИН» (НОВОСИБИРСК: «СВИНЬИН И СЫНОВЬЯ», 2016. 352 с.) // Studia Litterarum. 2017. Т. 2. № 2. С. 316-323.
- Тезаурус смерти в лирике Николая Гумилева (глава в словаре) // Словарь-указатель сюжетов и мотивов русской литературы. Экспериментальное издание. Часть 2. Мортальные сюжеты и мотивы в русской литературе XX века (авторские тезаурусы). Новосибирск: Академическое издательство ГЕО, 2018. С. 41-56.
- «Открытое море» С.А. Колбасьева: литературный контекст и поэтика // Критика и семиотика. 2018. № 2. С. 101-127. (совм. с Капинос Е.В.)
- Об экфрастическом тезаурусе в творчестве Александра Грина // Вестник Северного (Арктического) федерального университета. Серия «Гуманитарные и социальные науки». – № 5. – 2018. – С. 73-81 (совместно с Крюковой М.И.)
- Поэтика Юрия Сопова (лирика и «Сказка прошедшего лета») // Сюжетология/сюжетография. 2018. № 2. С. 24-35.
- «ПОД НЕБОМ АФРИКИ МОЕЙ…»: О КНИГЕ ВОСПОМИНАНИЙ АПОЛЛОНА ДАВИДСОНА «ПИСЬМА С МЫСА ДОБРОЙ НАДЕЖДЫ» // Диалог со временем. 2018. № 62. С. 390-396.
- ЛИТЕРАТУРНЫЕ И ЭСТЕТИЧЕСКИЕ ПАРАДОКСЫ ВИКТОРА БУРЕНИНА // Сибирский филологический журнал. 2018. № 1. С. 152-167. (совм. с Пенской Е.Н.)

## Учебно-методические работы
- Анализ лирического текста в работе с детьми дошкольного возраста. Новосибирск: Изд. НГПУ, 2003.
- Поэтический текст в работе с детьми дошкольного и младшего школьного возраста. Новосибирск, 2007.
- Анализ лирического текста в работе с детьми дошкольного возраста. Новосибирск: Изд. НГПУ, 2007. Изд. 2-е, дополненное.
- Литература и мировая художественная культура. Ч. 1. Новосибирск: Изд. НГПУ, 2007.

## Редакторская работа
- Педагогика и психология преемственности: детский сад — школа — вуз. Межвузовский сб. ст. Новосибирск: Изд. НГПУ, 2005.
- Актуальные проблемы общей и коррекционной педагогики и психологии детства. Межвузовский сб. ст. Новосибирск: Изд. НГПУ, 2006.
- Современные проблемы общей и коррекционной педагогики и психологии детства. Межвузовский сб. ст. Новосибирск: Изд. НГПУ, 2007.
- Лирические и эпические сюжеты и мотивы в русской литературе. Сер. «Материалы к словарю сюжетов и мотивов русской литературы». Институт филологии СО РАН. Вып. 10. Новосибирск: изд- во НГУ, 2012.
- Сюжетология и сюжетография. — Новосибирск, Институт филологии СО РАН, — 2013. — No 1 (ответственный редактор).
- Сюжетология и сюжетография. — Новосибирск, Институт филологии СО РАН, — 2013. — No 2 (ответственный редактор).
- В ТАИНСТВЕННОЙ СТРАНЕ МАДАГАСКАР. ГОД 2012.Посвящается юбилею Малагасийской академии. Том. 5. М., 2014.